# Новые Батеки
 Новые Батеки — деревня в Смоленской области России, в Смоленском районе. Расположена в западной части области в 12 км к западу от Смоленска на Витебском шоссе, на правом берегу реки Днепр возле устья реки Ольша. Одноимённая железнодорожная станция на линии Смоленск–Витебск. 
Население — 895 жителей (2007 год). Административный центр Гнёздовского сельского поселения.

## Достопримечательности
- Городище эпохи мезолита, неолита и бронзового века близ деревни на правом берегу реки Ольша.